# 奥州市牛の博物館

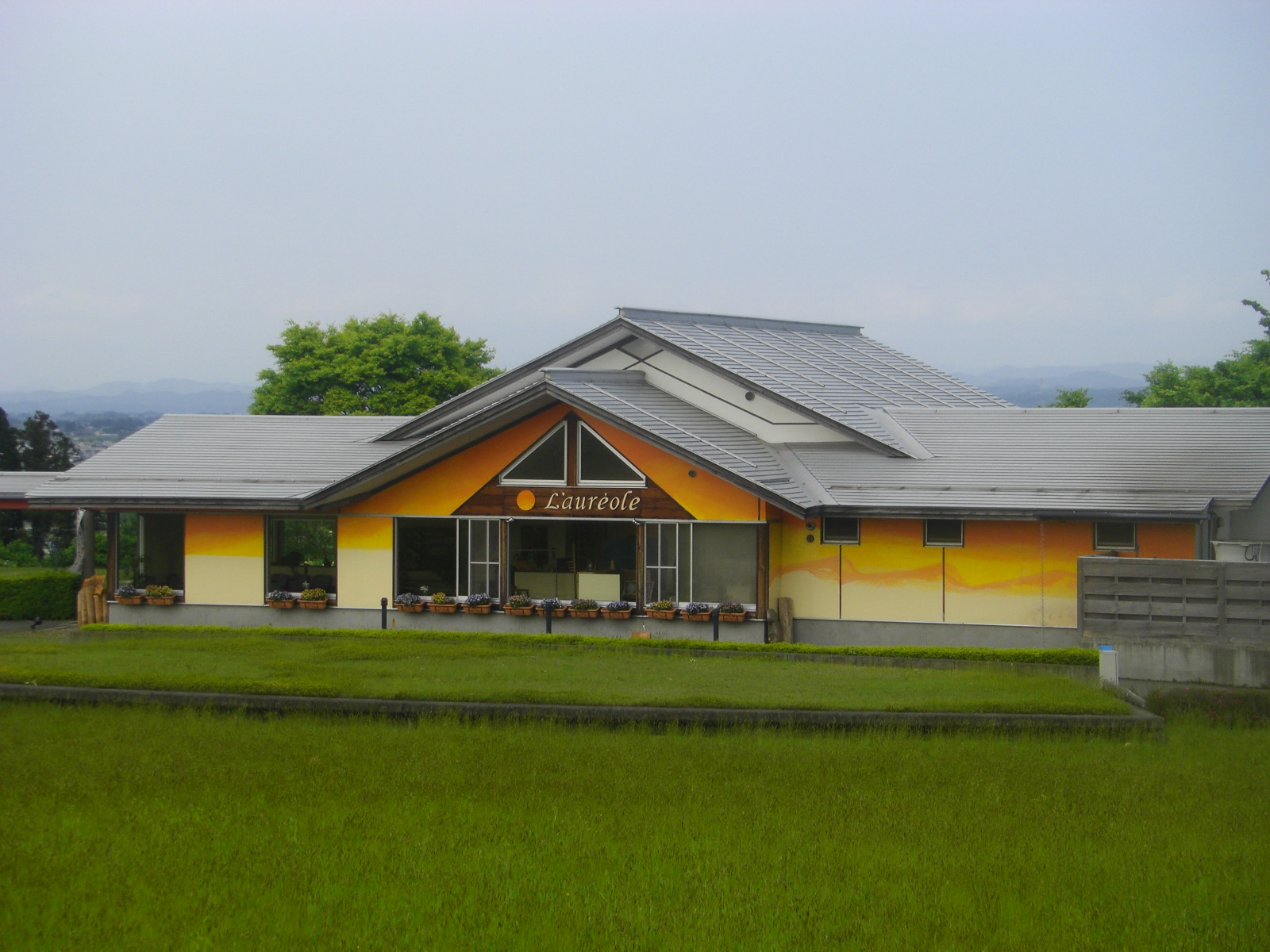
レストラン「ロレオール」

奥州市牛の博物館（おうしゅうしうしのはくぶつかん）は、岩手県奥州市前沢にある、牛をテーマとした博物館。牛の標本など生物学的な資料やヒト（人間）との関わりについて展示している。略称は「牛の博物館」。牛を専門とする博物館は世界的にも珍しい。

## 概要
肉牛「前沢牛」が名産である岩手県胆沢郡前沢町（現在の奥州市）が「町民の教育、学術及び文化の発展に寄与する」ことを目的に、1995年開館した。牛の博物館は、当初「前沢町立牛の博物館」という名称だったが、2006年（平成18年）の市町村合併に伴う前沢町の消滅と奥州市の成立に伴い、現在の名称に変更された。テーマは、「牛と人との共存を探り、生命・自然・人間を知る」。
初代館長の兼松重任（岩手大学元教授）が実物展示を重視し、反芻するため4つに分かれた胃の樹脂含浸標本や見島牛の全身骨格を所蔵しているほか、様々な資料を展示している。地元生産の前沢牛の生い立ちや変遷、流通などの展示もある他、前沢の歴史においても牛の博物館で知ることが出来る。「浮世絵に見るウシ」「牛と鬼」といった企画展も開催している。
旧石器時代などに日本列島に生息し、一関市の花泉遺跡からも化石が発見されているハナイズミモリウシやオーロックスなどについても展示がされている。
また、水牛が重要な位置を占めるスラウェシ島のトラジャ族の文化を紹介するコーナーを設けている。トラジャ族は葬送儀式で水牛を贄とする。水牛の角を飾る住居「トラジャ族#トンコナン」を、現地の大工を招いて三分の一の大きさで再現した。
当施設からは世界遺産に登録されている「平泉―仏国土（浄土）を表す建築・庭園及び考古学的遺跡群―」への追加登録を目指している白鳥舘遺跡を臨むことが出来る。当施設のすぐそばには、前沢料理が堪能出来る「ロレオール」というレストランがある。

## 沿革
- 1995年（平成7年）
  - 4月14日 - 開館。
  - 7月28日 - 秋篠宮文仁親王が御来館。
  - 9月9日 - 第1回特別展開催（インドネシア･サダントラジャ展）。
- 1997年（平成9年）12月20日 - 第8回農民文化賞受賞。
- 1998年（平成10年）
  - 4月1日 - 牛の博物館ボランティア「キャトルサンク」設立。
  - 9月13日 - 高円宮憲仁親王が御来館。
- 2006年（平成18年）2月20日 - 市町村合併に伴い、名称が「奥州市牛の博物館」に変更。

## 利用情報
- 開館時間 9時30分-17時00分（ただし、入館は16時30分まで）
- 休館日 月曜日（祝日・振替休日の場合は翌日）、年末年始（12月28日-1月4日）

### 入場料
|                    | 個人  | 団体（20人以上） |
| ------------------ | ----- | ---------------- |
| 一般               | 400円 | 一人300円        |
| 学生（高校生以上） | 300円 | 一人200円        |
| 学生（小･中学生）  | 200円 | 一人100円        |

- 幼児と奥州市内に在住する70歳以上の者は、入館料が無料になる。
- 障害者手帳を所持している者は、本人と付添い者1名分の入館料が無料になる。

## アクセス
- 電車
  - 東北新幹線一ノ関駅で東北本線下り方面に乗り換え、前沢駅にて下車。駅よりタクシーを利用。
- 自動車
  - 東北自動車道平泉前沢ICより国道4号を北へ1.5km白鳥バス停を右折。途中、案内看板あり。なお、駐車場は無料となっている。

## 施設概要
- 博物館名 - 奥州市牛の博物館
- 博物館法上の区分 - 登録博物館
- 設置者 - 奥州市
- 建築･設計 - 三衡設計舎
- 施工 - 鹿島建設・丸協建設特定共同企業体
- 展示・設計・施工 - 市村製作所
- 敷地面積 - 33,152m2
- 建設延面積 - 1,720m2